# Franco Proto
Franco Ernesto Proto (Troina, 8 giugno 1953) è un imprenditore e dirigente sportivo italiano.

## Biografia
Nato a Troina, in provincia di Enna, risiede a Catania dal 1967. Laureato in scienze biologiche all'Università degli Studi di Catania nel 1976, ha svolto successivamente il lavoro di promoter della multinazionale farmaceutica Johnson & Johnson, di cui è stato area manager per il Sud Italia.
Nel 1982, Proto si mette in proprio e fonda a Catania la Unomed srl, società per le forniture ospedaliere. In seguito fonda altre società, la Sanitas srl, la Duomed srl e la Millennium srl, che, operanti anch'esse nelle forniture ospedaliere, si impongono tra le maggiori del settore in Sicilia.
Nel 2005 fonda l'azienda IMeSI Italia srl, di cui è presidente, con sede a Catania e stabilimento ad Assoro, in provincia di Enna, specializzata nella produzione di dispositivi medico-chirurgici.

### Calcio
Calciatore dell'Adernò negli anni settanta in Promozione, nel ruolo di mezzala, vi ha militato fin dalle giovanili. Abbandonata l'attività agonistica, nel 1981 diventa allenatore del Troina in Seconda Categoria, squadra con la quale consegue la promozione in Prima Categoria nella stagione 1984-85.
Al termine della stagione 1985-86, lascia la panchina del Troina per esigenze di lavoro, ma ciò non comporta il suo disimpegno dal calcio: nel 1987 è socio di una cordata di imprenditori rappresentata da Angelo Attaguile che rileva il Calcio Catania, che milita in Serie B, di cui viene designato amministratore delegato. Uscito dopo appena sei mesi dall'organigramma della società etnea per dissidi con Attaguile, vende le proprie quote e nel 1989 acquista la società dell'Atletico Leonzio, militante in Serie C2, che nella stagione 1992-93 si piazza al secondo posto in classifica ed ottiene la promozione in Serie C1.
Nell'estate del 1993, con l'esclusione del Catania dal campionato di Serie C1 1993-1994, Proto rileva l'Associazione Sportiva Catania, iscritta al Campionato Nazionale Dilettanti, meglio nota come Catania '93: al termine della stagione, nell'ambito di uno scambio di titoli sportivi con la Leonzio - che trasferisce a Lentini il titolo del Catania '93 e viceversa il titolo della Leonzio a Catania - la società diventa Atletico Catania e partecipa al girone B del campionato di Serie C1. L'Atletico di Proto milita ininterrottamente in Serie C1 dal 1994-95 al 2000-2001, e per due stagioni consecutive (1996-97 e 1997-98) si qualifica ai play-off per la promozione in Serie B. All'epoca in cui è stato massimo dirigente dell'Atletico ha inoltre ricoperto incarichi in seno alla Lega Serie C, dapprima come consigliere e in seguito come vicepresidente vicario (2000-2001).
La compagine atletista, al termine della stagione 2000-2001 si piazza al penultimo posto in classifica, ed avendo perso i play-out contro la Lodigiani, retrocede in Serie C2, dopo sei stagioni consecutive in terza serie: a causa di inadempienze finanziarie, l'Atletico Catania non si iscrive al campionato di Serie C2 2001-2002, e viene perciò radiato dalla FIGC. Proto rifonda la società atletista nell'agosto 2001, che riparte dall'Eccellenza. Cede l'Atletico nel 2003, ed abbandona il calcio, per poi rientrarvi nel 2013, quando torna nuovamente al timone dell'Atletico, che milita in Promozione e rileva nell'anno medesimo: l'Atletico nella stagione 2016-2017 vince il suo girone e approda direttamente in Eccellenza.
Nel febbraio 2017, Proto acquista l'ACR Messina, che milita nel girone C del campionato di Lega Pro: la società peloritana, che ha però una situazione economico-finanziaria disastrosa caratterizzata da una pesante mole debitoria, rinuncia all'iscrizione al campionato di Serie C 2017-2018 e verrà messa in liquidazione a dicembre. Nel settembre dello stesso anno, Proto cede l'Atletico Catania all'imprenditore piemontese Giancarlo Travagin.

### Atletico Catania 1994
La nuova società Atletico Catania 1994 con presidente Onorario Franco Proto. Il club nasce dal titolo dell'Atletico Mascalucia, che militava in Prima Categoria ed è intenzionata a chiedere il ripescaggio nel campionato di Promozione.
Nel 2023 vince i play del Campionato di Promozione pareggiando col Gela.